# 高千穗町
高千穗町（日语：／ Takachiho chō */?）是位於日本宮崎縣北端的一個城鎮，屬西臼杵郡。轄區全境位於九州山地之中，西北部、北部與熊本縣相接，北部、東北部與大分縣相接。
雖然屬於宮崎縣，但因為交通關係，與熊本縣的的往來較為方便，生活圈上屬於熊本縣。

## 人口
| 高千穗町人口變化 \| 1970年 \| 22,131人 \| \| \| 1975年 \| 20,523人 \| \| \| 1980年 \| 19,957人 \| \| \| 1985年 \| 19,170人 \| \| \| 1990年 \| 18,093人 \| \| \| 1995年 \| 16,780人 \| \| \| 2000年 \| 15,843人 \| \| \| 2005年 \| 14,778人 \| \| \| 2010年 \| 13,723人 \| \| \| 2015年 \| 12,755人 \| \| \| 2020年 \| 11,642人 \| \| |          |  |
| 資料來源：日本總務省統計中心提供之人口普查數據 |          |  |
| 1970年 | 22,131人 |  |
| 1975年 | 20,523人 |  |
| 1980年 | 19,957人 |  |
| 1985年 | 19,170人 |  |
| 1990年 | 18,093人 |  |
| 1995年 | 16,780人 |  |
| 2000年 | 15,843人 |  |
| 2005年 | 14,778人 |  |
| 2010年 | 13,723人 |  |
| 2015年 | 12,755人 |  |
| 2020年 | 11,642人 |  |

## 歷史
在日本傳説中，地位最高的天神天照大神指派了他的孫子天津彥彥火瓊瓊杵尊來到人類世界進行統治，天津彥彥火瓊瓊杵尊的曾孫也就是後來日本的第一代天皇神武天皇。而天津彥彥火瓊瓊杵尊就是在高千穗峰降臨人類世界，因此，高千穗這個地方也被稱為「天孫降臨之地」
1920年轄區區北部的土呂久地區發掘出砷黃鐵礦，並開始進行開採，直到1962年停止開採為止，是此地的主要經濟來源。

### 年表
- 1889年5月1日：實施町村制，現在的轄區在當時分屬高千穗村、田原村、岩戶村和上野村。
- 1920年4月1日：高千穗村改制為高千穗町。
- 1956年9月30日：高千穗町、田原村、岩戶村的岩戶地區、山裏地區合併為新設置的高千穗町。
- 1969年4月1日：上野村被併入高千穗町。

| 1889年以前                 | 1889年5月1日 | 1889年 - 1944年             | 1945年 - 1954年                  | 1955年 - 1988年              | 1989年 - 現在 | 現在                              |
| -------------------------- | ------------ | --------------------------- | -------------------------------- | ---------------------------- | ------------- | --------------------------------- |
|                            | 上野村       | 上野村                      | 上野村                           | 1969年4月1日 併入高千穗町    | 高千穗町      | 高千穗町                          |
|                            | 高千穗村     | 1920年4月1日 改制為高千穗町 | 1920年4月1日 改制為高千穗町      | 1956年9月30日 合併為高千穗町 | 高千穗町      | 高千穗町                          |
|                            | 田原村       |                             |                                  | 1956年9月30日 合併為高千穗町 | 高千穗町      | 高千穗町                          |
|                            | 岩戶村       | 岩戶村                      | 岩戶村                           | 1956年9月30日 併入高千穗町   | 高千穗町      | 高千穗町                          |
| 1956年9月30日 併入日之影町 | 岩戶村       | 岩戶村                      | 岩戶村                           | 日之影町                     | 日之影町      |                                   |
|                            | 七折村       | 七折村                      | 1951年1月1日 合併為日の影町 （） | 日之影町                     | 日之影町      | 1956年9月30日 改名為日之影町 （） |
|                            | 岩井川村     |                             | 1951年1月1日 合併為日の影町 （） | 日之影町                     | 日之影町      | 1956年9月30日 改名為日之影町 （） |

## 交通

### 鐵路
- 高千穗鐵道（因颱風造成鐵路損毀並無法修復，已於2008年12月28日停止營運。）
  - 高千穗線：天岩戶車站 - 高千穗車站

|  |  |

### 道路
高速道路
- 九州中央自動車道：高千穗交流道

## 觀光資源

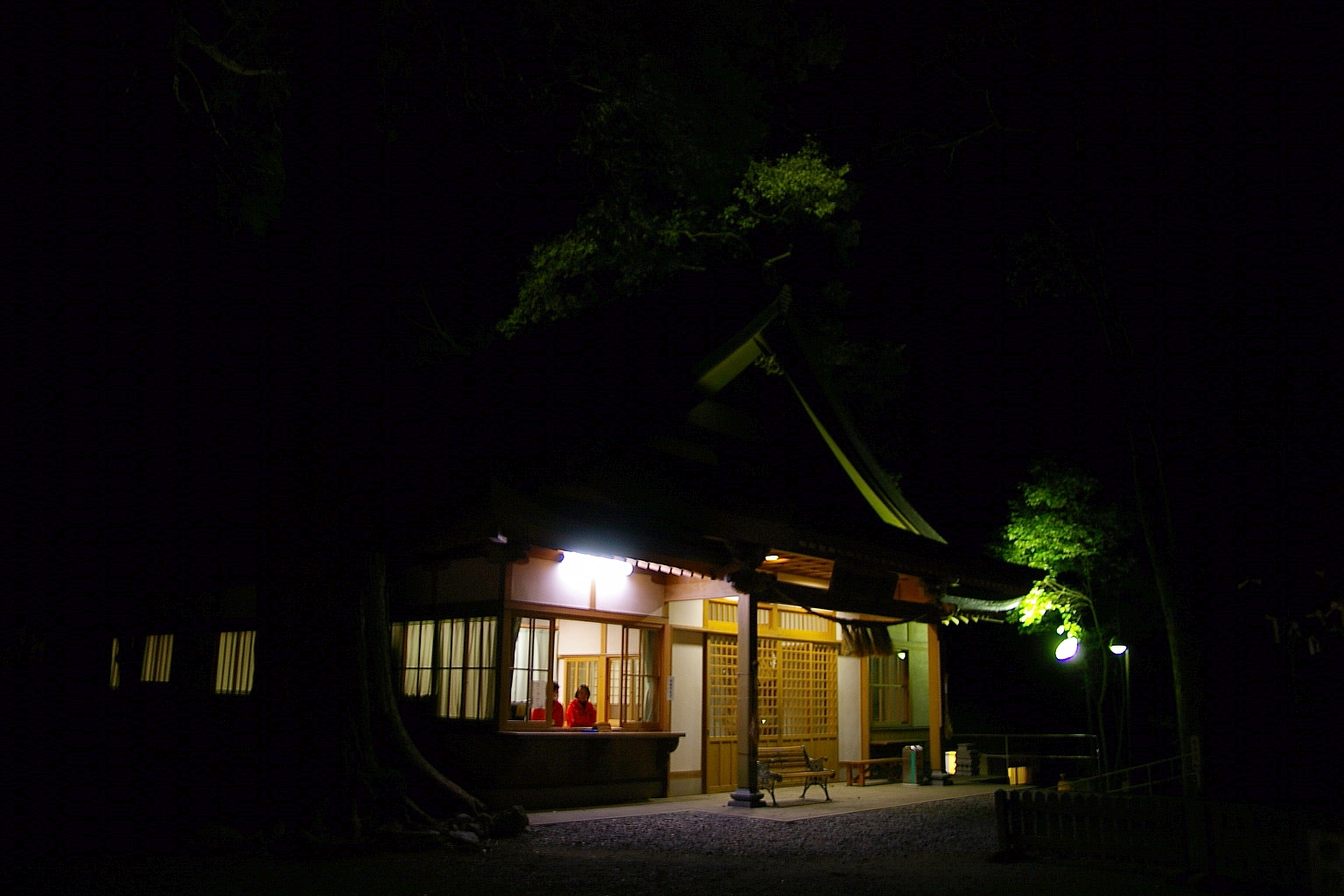
高千穗神社

- 高千穗峽
  - 真名井瀑布：日本瀑布百選之一
- 國見丘
- 高千穗溫泉
- 高千穗神社
- 天岩戶神社
- 天岩戶溫泉
- 天安河原

## 教育

### 高等學校
- 宮崎縣立高千穗高等學校

## 本地出身之名人
- 高山文彥：歷史小說家
- 馬原鐵男：歷史學者、部落問題研究家
- 後藤俊彥：高千穗神社宮司
- 佐藤晃：吉他手、音樂製作人、編曲
- 吉本政美：劍道家

## 姊妹市

### 海外
- 花蓮市（台灣花蓮縣）[2]

## 外部連結
- （日語） 高千穗町歷史民俗資料館 （页面存档备份，存于）
- （日語） 高千穗町觀光協會
- （日語） 高千穗町商工會 （页面存档备份，存于）
- （日語） 高千穗町旅館業組合
- OpenStreetMap上有關高千穗町的地理